# Pseudanthias sheni
Pseudanthias sheni is een straalvinnige vissensoort uit de familie van zaag- of zeebaarzen (Serranidae). De wetenschappelijke naam van de soort werd voor het eerst geldig gepubliceerd in 1989 door John Ernest Randall en Gerald R. Allen.